# Amblyseius melicardus
Amblyseius melicardus är en spindeldjursart som beskrevs av Muhammad Sharif Khan och Ashfaq 2005. Amblyseius melicardus ingår i släktet Amblyseius och familjen Phytoseiidae. Inga underarter finns listade i Catalogue of Life.